# Teplice
Teplice (en alemán, Teplitz) es una ciudad situada en la región de Ústí nad Labem, en la República Checa. Tiene una población estimada, a inicios de 2024, de 50 959 habitantes.
Formó parte del Imperio Austrohúngaro junto con todo el territorio de la República Checa.
Es conocida por sus termas, existentes desde la Edad Media.

## Historia
De acuerdo con los Annales Bohemorum, las crónicas de 1541 escritas por Wenceslaus Hajek, se considera que las aguas termales célebres de esta pequeña región fueron descubiertas tan temprano como en 762; sin embargo, la mención documentada de los baños tuvo lugar en el siglo XVI. El asentamiento de Trnovany fue documentado hacia 1057, mientras que Teplice propiamente aparece mencionada en 1154, citada como lugar de la fundación de un convento benedictino por la reina consorte Judith de Thuringia, esposa del Rey Vladislao II de Bohemia. Un pueblo amurallado se formó alrededor de este monasterio, el segundo en Bohemia, pero desafortunadamente fue destruido hacia 1426 en el curso de las Guerras Husitas. Hacia finales de ese siglo la reina consorte Joanna de Rožmitál, esposa del rey Jorge de Poděbrady, ordenó la construcción de su castillo sobre las ruinas de la ciudad. 
En 1793 un catastrófico incendio destruyó la que había sido una próspera y tranquila comarca, asolada ocasionalmente por las guerras tales como la Guerra de los 30 años, a la que había sobrevivido. Es así como la ciudad debe ser reconstruida, esta vez con un estilo Neoclásico.
Desde principios del siglo XIX la popularidad de las aguas termales de Teplice recorre todo el Imperio Austrohúngaro, al que pertenecía la región, y buena parte de Europa. Las clases nobles y la aristocracia de buen agrado visitan la ciudad balneario mayormente en los meses de verano. Es así como en julio de 1812, Ludwig van Beethoven, desde su residencia en Viena (una de las capitales del Imperio Austrohúngaro), visita Teplice para encontrarse allí oficialmente con Johann Wolfgang von Goethe y extraoficialmente se especula que tuvo un encuentro romántico con su Amada Inmortal.
En 1822, en el balneario coincidieron la condesa austriaca Augusta von Harrach y el rey de Prusia Federico Guillermo III, viudo de su primera esposa Luisa de Mecklemburgo-Strelitz. Augusta y el rey Federico Guillermo III se casarían en Berlín dos años después, en 1824.
Entre el 25 y el 26 de octubre de 1919, se llevó a cabo en la Iglesia de Cristo (Christuskirche), ubicada en el barrio de Trnovany, el primer congreso que sirvió como punto de partida para la fundación de la Iglesia Evangélica Alemana en Bohemia, Moravia y Silesia.

## Arquitectura
En Teplice se encuentra la iglesia de San Bartolomé. Esta iglesia neorrománica fue construida en 1864 para los no católicos según los planos de diseño del arquitecto F.A. Stüler. Después de 1945, se convirtió en la iglesia de Prokop Holý, que es una rama de la iglesia checoslovaca husita.

## Deporte
- FK Teplice juega en el Na Stínadlech con capacidad para 18 221 espectadores y su liga es la Synot Liga y la Copa de la República Checa.